# Bisbat de Pinar del Río
El bisbat de Pinar del Río (castellà: Diócesis de Pinar del Río ; llatí: Dioecesis Pinetensis ad Flumen) és una seu de l'Església Catòlica a Cuba, sufragània de l'arquebisbat de Sant Cristòfor de l'Habana. El 2013 tenia 814.200 batejats sobre una població d'1.005.000 habitants. Actualment està regida pel bisbe Jorge Enrique Serpa Pérez.

## Territorio
La diòcesi comprèn el territori de la província de Pinar del Río, i la part més occidental de la província de l'Habana a Cuba.
La seu episcopal és la ciutat de Pinar del Río, on es troba la catedral de catedral de San Rosendo.
El territori s'estén sobre 13.500 km², i està dividit en 25 parròquies.

## Història
La diòcesi de Pinar del Río va ser erigida el 20 de febrer de 1903 mitjançant la butlla Actum praeclare del Papa Lleó XIII, prenent el territori de la diòcesi de San Cristóbal de L'Habana (avui arxidiòcesi). Originàriament era sufragània de l'arquebisbat de Santiago de Cuba.
L'11 de desembre de 1914 l'església parroquial de San Rosendo, patró de la diòcesi, va ser consagrada com a catedral.
El 6 de gener de 1925 passà a formar part de la província eclesiàstica de San Cristóbal de l'Habana.

## Cronologia episcopal
- Braulio Orúe Vivanco † (20 de febrer de 1903 - 21 d'octubre de 1904 mort)
- José Manuel Dámaso Rúiz y Rodríguez † (18 d'abril de 1907 - 30 de març de 1925 nomenat arquebisbe de San Cristóbal de l'Habana)
- Evelio Díaz y Cía † (26 de desembre de 1941 - 21 de març de 1959 nomenat bisbe auxiliar de San Cristóbal de l'Habana)
- Manuel Pedro (Antonio) Rodríguez Rozas † (16 de gener de 1960 - 4 de desembre de 1978 renuncià)
- Jaime Lucas Ortega y Alamino (4 de desembre de 1978 - 21 de novembre de 1981 nomenat arquebisbe de San Cristóbal de l'Habana)
- José Siro González Bacallao (30 de març de 1982 - 13 de desembre de 2006 jubilat)
- Jorge Enrique Serpa Pérez, des del 13 de desembre de 2006

## Estadístiques
A finals del 2013, l'arxidiòcesi tenia 814.200 batejats sobre una població d'1.005.000 persones, equivalent al 81,0% del total.
| any  | població | població  | població | sacerdots | sacerdots       | sacerdots       | sacerdots             | diaques | religiosos | religiosos | parroquies |
| ---- | -------- | --------- | -------- | --------- | --------------- | --------------- | --------------------- | ------- | ---------- | ---------- | ---------- |
| any  | batejats | total     | %        | total     | clergat secular | clergat regular | batejats por sacerdot | diaques | homes      | dones      |            |
| 1949 | 400.000  | 410.000   | 97,6     | 25        | 15              | 10              | 16.000                |         | 13         | 74         | 27         |
| 1965 | 460.000  | 538.000   | 85,5     | 14        | 9               | 5               | 32.857                |         |            | 4          | 27         |
| 1970 | 460.000  | 560.000   | 82,1     | 12        | 8               | 4               | 38.333                |         | 4          | 4          | 27         |
| 1976 | 502.000  | 655.477   | 76,6     | 11        | 8               | 3               | 45.636                |         | 3          | 2          | 27         |
| 1980 | 486.962  | 688.000   | 70,8     | 13        | 9               | 4               | 37.458                |         | 4          | 5          | 21         |
| 1990 | 418.000  | 870.000   | 48,0     | 18        | 15              | 3               | 23.222                |         | 3          | 16         | 21         |
| 1999 | 426.000  | 877.160   | 48,6     | 18        | 16              | 2               | 23.666                |         | 2          | 32         | 25         |
| 2000 | 426.000  | 900.000   | 47,3     | 19        | 17              | 2               | 22.421                |         | 2          | 36         | 25         |
| 2001 | 428.000  | 900.000   | 47,6     | 19        | 17              | 2               | 22.526                |         | 2          | 35         | 25         |
| 2002 | 430.000  | 900.000   | 47,8     | 19        | 10              | 9               | 22.631                |         | 9          | 35         | 25         |
| 2003 | 430.000  | 900.000   | 47,8     | 28        | 19              | 9               | 15.357                |         | 9          | 35         | 25         |
| 2004 | 430.000  | 1.000.000 | 43,0     | 19        | 18              | 1               | 22.631                |         | 1          | 35         | 25         |
| 2013 | 814.200  | 1.005.000 | 81,0     | 22        | 16              | 6               | 37.009                | 4       | 7          | 26         | 25         |